# Емлячен регистър
Емля̀чният регѝстър е книга, в която са регистрирани недвижими имоти (земя, постройки и съоръжения) на граждани и предприятия. С промените на начините и формите на регистрация на имотите в България емлячните регистри постепенно губят значението си, а след възстановяването на собствеността по реда на влезлия в сила през 1991 г. Закон за собствеността и ползуването на земеделските земи те повече не се поддържат.

## Произход
Терминът произхожда от турската дума emlak (емляк), означаваща недвижим имот, както и данък върху недвижим имот.
В българските земи емлячните регистри започват да се водят през време на османското владичество. След Освобождението на България от османско владичество общинските емлячни книги са въведени след и въз основа на предприетото от правителството през периода 1903 – 1904 г. измерване и скициране на полските имоти в страната.

## Предназначение
Емлячните регистри са предназначени за регистриране на недвижимите имоти с цел гарантиране от административната власт на собствеността върху тях и облагането им с данъци. Водени са във всяка община. В тях са описвани полските недвижими имоти на територията на общината независимо къде живеят собствениците им. Земята е описвана по парцели – културен вид (нива, лозе, естествени ливади и др.), площ (в декари), местоположение, граници, категория и стойност (лева). Постройките са описвани по местоположение, вид, конструкция, етажност, застроена площ, застроен обем, стойност. Съоръженията са описвани по местоположение, конструкция, мощност и стойност. На основата на емлячния регистър при поискване са издавани документи за собственост върху даден имот.

## При социалистическото стопанство
В периода след 1944 г. и извършеното социалистическо преустройство на селското стопанство емлячните регистри изменят първоначалното си значение. Земята се стопанисва главно от ТКЗС, ДЗС, АПК и се отчита чрез нови поземлени книги и листове. След въвеждането на подоходния данък данните за земята не се използват за нуждата на данъчното облагане.

## При възстановяването на собствеността
При възстановяването на правото на собственост върху земеделските земи, което започва през 1991 г., данните в емлячните регистри са ползвани като доказателство за собственост въз основа на съответната разпоредба в чл. 12 от Закона за собствеността и ползуването на земеделските земи